# Bukowina (Bieszczady)
Bukowina (911 m n.p.m.) – szczyt w Bieszczadach Zachodnich.
Bukowina leży w grzbiecie biegnącym ze szczytu Smerek na północ, pomiędzy szczytami Żołobiny (780 m n.p.m.) na północy i Siwarnej (924 m n.p.m.) na południu, od której oddziela ją przełęcz o wysokości 826 m n.p.m. Na północny zachód odbiega z wierzchołka ramię opadające w dolinę Wetliny, zaś na wschodzie i północnym wschodzie stromy stok obniża się do doliny Tworylczyka. Stoki są na ogół porośnięte lasem, z wyjątkiem terenów w pobliżu szczytu, gdzie znajduje się ciąg polan porośniętych borówką czarną, w dolnej części zarastających lasem. Roztacza się z nich widok na Smerek, Połoninę Wetlińską oraz masyw Czereniny.
Na szczycie stykają się granice trzech obszarów ochrony przyrody: na północnym wschodzie Park Krajobrazowy Doliny Sanu, na zachodzie Ciśniańsko-Wetliński Park Krajobrazowy, natomiast na południowym wschodzie – Bieszczadzki Park Narodowy.

## Piesze szlaki turystyczne
zielony Terka – Połoma – Bukowina – Siwarna – Krysowa